# فهرست پرفروش‌ترین بازی‌های ویدئویی
این مقاله پرفروش‌ترین بازی‌های ویدئویی را فهرست می‌کند. پرفروش‌ترین بازی ویدئویی در تاریخ ماینکرفت از موجنگ استودیوز است که در نوامبر ۲۰۱۱ برای رایانه‌های شخصی،‌ موبایل و کنسول‌های بازی منتشر شد و بیش از ۳۰۰ میلیون نسخه از آن بر روی تمامی پلتفرم‌ها به فروش رفت.در کنار ماینکرفت دو عنوان اتومبیل‌دزدی بزرگ ۵ و تتریس ای‌ای تنها بازی‌های ویدئویی هستند که بیش از ۱۰۰ میلیون نسخه فروش داشته‌اند. پرفروش‌ترین بازی تک پلتفرمی نیز وی اسپورتس با فروش تقریبی ۸۳ میلیون نسخه بر روی کنسول وی است. ماینکرفت تنها بازی ویدئویی است که فروش آن از ۳۰۰ میلیون نسخه درسراسر جهان عبور کرده‌است.
|    | عنوان                                                                                   | فروش        | پلت‌فرم(ها)                     | تاریخ انتشار اولیه | توسعه‌دهنده(ها)                          | ناشر(ها)                   | منا.    |
| -- | --------------------------------------------------------------------------------------- | ----------- | ------------------------------ | ------------------ | --------------------------------------- | -------------------------- | ------- |
| ۱  | ماینکرفت                                                                                | ۳۰۰٬۰۰۰٬۰۰۰ | پلت‌فرم چندتایی                 | سپتامبر ۱۷, ۲۰۰۹   | موجنگ استودیوز                          | مایکروسافت                 | [ ۲ ]   |
| ۲  | اتومبیل‌دزدی بزرگ ۵                                                                      | ۲۰۵٬۰۰۰٬۰۰۰ | پلت فرم چندتایی                | نوامبر ۱۸, ۲۰۱۳    | راک‌استار نورث                           | راک‌استار گیمز              |         |
| ۳  | تتریس                                                                                   | ۱۰۰٬۰۰۰٬۰۰۰ | پلت‌فرم چندتایی                 | ژوئن ۶, ۱۹۹۶       | EA Mobile                               | الکترونیک آرتس             | [ ۳ ]   |
| ۴  | وی اسپورتس                                                                              | ۸۲٬۹۰۰٬۰۰۰  | وی                             | نوامبر ۱۹, ۲۰۰۶    | Nintendo EAD                            | نینتندو                    | [ ۴ ]   |
| ۵  | پابجی: بتل‌گراندز                                                                        | ۷۵٬۰۰۰٬۰۰۰  | پلت‌فرم چندتایی                 | دسامبر ۲۰, ۲۰۱۷    | کرافتون                                 | کرافتون                    | [ ۵ ]   |
| ۶  | ماریو کارت ۸ / دیلاکس                                                                   | ۷۱٬۳۶۰٬۰۰۰  | وی یو / نینتندو سوئیچ          | مه ۲۹, ۲۰۱۴        | Nintendo EAD                            | نینتندو                    |         |
| ۷  | رد دد ریدمپشن ۲                                                                         | ۶۷٬۰۰۰٬۰۰۰  | پلت‌فرم چندتایی                 | اکتبر ۲۶, ۲۰۱۸     | راک‌استار گیمز                           | راک‌استار گیمز              |         |
| ۸  | برادران سوپر ماریو                                                                      | ۵۸٬۰۰۰٬۰۰۰  | پلت‌فرم چندتایی                 | سپتامبر ۱۳, ۱۹۸۵   | نینتندو                                 | نینتندو                    |         |
| ۹  | دد بای دیلایت                                                                           | ۵۰٬۰۰۰٬۰۰۰  | پلت‌فرم چندتایی                 | ژوئن ۱۴, ۲۰۱۶      | بیهیویر اینترکتیو                       | بیهیویر اینترکتیو          |         |
| ۱۰ | اورواچ                                                                                  | ۵۰٬۰۰۰٬۰۰۰  | پلت‌فرم چندتایی                 | مه ۲۴, ۲۰۱۶        | بلیزارد انترتینمنت                      | بلیزارد انترتینمنت         |         |
| ۱۰ | ویچر ۳: وایلد هانت / ویچر ۳: وایلد هانت – قلب‌های سنگی / ویچر ۳: وایلد هانت – خون و شراب | ۵۰٬۰۰۰٬۰۰۰  | پلت‌فرم چندتایی                 | مه ۱۹، ۲۰۱۵        | سی‌دی پراجکت                             | سی‌دی پراجکت                | [ ۶ ]   |
| ۱۱ | Pokémon Red / Green / Blue / Yellow                                                     | ۴۷٬۵۲۰٬۰۰۰  | گیم بوی / گیم بوی کالر         | فوریه ۲۷, ۱۹۹۶     | گیم فریک                                | نینتندو                    | [ الف ] |
| ۱۲ | Wii Fit / Plus                                                                          | ۴۳٬۸۰۰٬۰۰۰  | وی                             | دسامبر ۱, ۲۰۰۷     | Nintendo EAD                            | نینتندو                    | [ ۴ ]   |
| ۱۳ | Tetris (Nintendo)                                                                       | ۴۳٬۰۰۰٬۰۰۰  | گیم بوی / سیستم سرگرمی نینتندو | ژوئن ۱۴, ۱۹۸۹      | Nintendo R&D1                           | نینتندو                    | [ ب ]   |
| ۱۴ | پک-من                                                                                   | ۴۰٬۹۵۵٬۰۹۲  | پلت‌فرم چندتایی                 | ۱۹۸۰–۰۷            | نامکو                                   | نامکو                      | [ ت ]   |
| ۱۵ | Mario Kart Wii                                                                          | ۳۷٬۳۸۰٬۰۰۰  | وی                             | آوریل ۱۰, ۲۰۰۸     | Nintendo EAD                            | نینتندو                    | [ ۴ ]   |
| ۱۶ | تراریا                                                                                  | ۳۵٬۰۰۰٬۰۰۰  | پلت‌فرم چندتایی                 | مه ۱۶, ۲۰۱۱        | Re-Logic                                | Re-Logic / گیمز ۵۰۵        | [ ۱۹ ]  |
| ۱۷ | انیمال کراسینگ: افق‌های جدید                                                             | ۳۳٬۸۹۰٬۰۰۰  | نینتندو سوئیچ                  | ۲۰ مارس ۲۰۲۰       | Nintendo EPD                            | نینتندو                    | [ ۲۰ ]  |
| ۱۸ | Wii Sports Resort                                                                       | ۳۳٬۱۴۰٬۰۰۰  | وی                             | ژوئن ۲۵, ۲۰۰۹      | Nintendo EAD                            | نینتندو                    | [ ۴ ]   |
| ۱۹ | New Super Mario Bros.                                                                   | ۳۰٬۸۰۰٬۰۰۰  | نینتندو دی‌اس                   | مه ۱۵, ۲۰۰۶        | Nintendo EAD                            | نینتندو                    | [ ۲۱ ]  |
| ۲۰ | New Super Mario Bros. Wii                                                               | ۳۰٬۳۲۰٬۰۰۰  | وی                             | نوامبر ۱۱, ۲۰۰۹    | Nintendo EAD                            | نینتندو                    | [ ۴ ]   |
| ۲۱ | الدر اسکورولز ۵: اسکایریم                                                               | ۳۰٬۰۰۰٬۰۰۰  | پلت‌فرم چندتایی                 | نوامبر ۱۱, ۲۰۱۱    | بتسدا گیم استودیوز                      | بتزدا سافت‌ورکز             | [ ۲۲ ]  |
| ۲۱ | ندای وظیفه: جنگاوری نوین                                                                | ۳۰٬۰۰۰٬۰۰۰  | پلت‌فرم چندتایی                 | اکتبر ۲۵, ۲۰۱۹     | اینفینیتی وارد                          | اکتیویژن                   | [ ۲۳ ]  |
| ۲۱ | دیابلو ۳ / دیابلو ۳: دروگر ارواح                                                        | ۳۰٬۰۰۰٬۰۰۰  | پلت‌فرم چندتایی                 | مه ۱۶, ۲۰۱۲        | بلیزارد انترتینمنت                      | بلیزارد انترتینمنت         | [ ۲۴ ]  |
| ۲۱ | هیومن: فال فلت                                                                          | ۳۰٬۰۰۰٬۰۰۰  | پلت‌فرم چندتایی                 | ژوئیه ۲۲, ۲۰۱۶     | No Brakes Games                         | کرو دیجیتال                | [ ۲۵ ]  |
| ۲۵ | Pokémon Gold / Silver / Crystal                                                         | ۲۹٬۴۹۰٬۰۰۰  | گیم بوی کالر                   | نوامبر ۲۱, ۱۹۹۹    | گیم فریک                                | نینتندو                    | [ ث ]   |
| ۲۶ | افسانه زلدا: نفس وحش                                                                    | ۲۸٬۸۳۰٬۰۰۰  | وی یو / نینتندو سوئیچ          | مارس ۳, ۲۰۱۷       | Nintendo EPD                            | نینتندو                    | [ ج ]   |
| ۲۷ | شکار اردک                                                                               | ۲۸٬۳۰۰٬۰۰۰  | ان‌ای‌اس                         | آوریل ۲۱, ۱۹۸۴     | Nintendo R&D1                           | نینتندو                    | [ ۲۸ ]  |
| ۲۸ | Wii Play                                                                                | ۲۸٬۰۲۰٬۰۰۰  | وی                             | دسامبر ۲, ۲۰۰۶     | Nintendo EAD                            | نینتندو                    | [ ۴ ]   |
| ۲۹ | اتومبیل‌دزدی بزرگ ۴                                                                      | ۲۸٬۰۰۰٬۰۰۰  | پلت‌فرم چندتایی                 | آوریل ۲۹, ۲۰۰۸     | راک‌استار نورث                           | راک‌استار گیمز              | [ ۲۹ ]  |
| ۳۰ | اتومبیل‌دزدی بزرگ: سن آندریاس                                                            | ۲۷٬۵۰۰٬۰۰۰  | پلت‌فرم چندتایی                 | اکتبر ۲۶, ۲۰۰۴     | راک‌استار نورث                           | راک‌استار گیمز              | [ ۳۰ ]  |
| ۳۱ | سوپر ماریو ورلد                                                                         | ۲۶٬۶۶۲٬۵۰۰  | پلت‌فرم چندتایی                 | نوامبر ۲۱, ۱۹۹۰    | Nintendo EAD                            | نینتندو                    | [ چ ]   |
| ۳۲ | ندای وظیفه: جنگاوری نوین ۳                                                              | ۲۶٬۵۰۰٬۰۰۰  | پلت‌فرم چندتایی                 | نوامبر ۸, ۲۰۱۱     | اینفینیتی وارد / اسلج‌همر گیمز           | اکتیویژن                   | [ ۳۳ ]  |
| ۳۳ | ندای وظیفه: بلک اپس                                                                     | ۲۶٬۲۰۰٬۰۰۰  | پلت‌فرم چندتایی                 | نوامبر ۹, ۲۰۱۰     | تری‌آرک                                  | اکتیویژن                   | [ ۳۳ ]  |
| ۳۴ | Pokémon Sun / Moon / Ultra Sun / Ultra Moon                                             | ۲۵٬۲۳۰٬۰۰۰  | نینتندو ۳دی‌اس                  | نوامبر ۱۸, ۲۰۱۶    | گیم فریک                                | نینتندو / پوکمان           | [ ح ]   |
| ۳۵ | برادران سوپر اسمش. نهایی                                                                | ۲۴٬۷۷۰٬۰۰۰  | نینتندو سوئیچ                  | دسامبر ۷, ۲۰۱۸     | بندای نامکو استودیوز / ماساهیرو ساکورای | نینتندو                    | [ ۲۰ ]  |
| ۳۶ | Pokémon Diamond / Pearl / Platinum                                                      | ۲۴٬۷۳۰٬۰۰۰  | نینتندو دی‌اس                   | سپتامبر ۲۸, ۲۰۰۶   | گیم فریک                                | نینتندو / پوکمان           | [ خ ]   |
| ۳۷ | برادران سوپر ماریو ۳                                                                    | ۲۴٬۴۳۰٬۰۰۰  | پلت‌فرم چندتایی                 | اکتبر ۲۳, ۱۹۸۸     | Nintendo EAD                            | نینتندو                    | [ د ]   |
| ۳۸ | ندای وظیفه: بلک اپس ۲                                                                   | ۲۴٬۲۰۰٬۰۰۰  | پلت‌فرم چندتایی                 | نوامبر ۱۲, ۲۰۱۲    | تری‌آرک                                  | اکتیویژن                   | [ ۳۳ ]  |
| ۳۹ | ماجراجویی کینکت!                                                                        | ۲۴٬۰۰۰٬۰۰۰  | اکس‌باکس ۳۶۰                    | نوامبر ۴, ۲۰۱۰     | اکس‌باکس گیم استودیوز                    | اکس‌باکس گیم استودیوز       | [ ۳۸ ]  |
| ۳۹ | فیفا ۱۸                                                                                 | ۲۴٬۰۰۰٬۰۰۰  | پلت‌فرم چندتایی                 | سپتامبر ۲۹, ۲۰۱۷   | الکترونیک آرتس کانادا                   | الکترونیک آرتس             | [ ۳۹ ]  |
| ۴۱ | سونیک خارپشت                                                                            | ۲۳٬۹۸۲٬۹۶۰  | پلت‌فرم چندتایی                 | ژوئن ۲۳, ۱۹۹۱      | سونیک تیم                               | سگا                        | [ ذ ]   |
| ۴۲ | Nintendogs                                                                              | ۲۳٬۹۶۰٬۰۰۰  | نینتندو دی‌اس                   | آوریل ۲۱, ۲۰۰۵     | Nintendo EAD                            | نینتندو                    | [ ۲۱ ]  |
| ۴۳ | Mario Kart DS                                                                           | ۲۳٬۶۰۰٬۰۰۰  | نینتندو دی‌اس                   | نوامبر ۱۴, ۲۰۰۵    | Nintendo EAD                            | نینتندو                    | [ ۲۱ ]  |
| ۴۴ | سوپر ماریو ۶۴ / سوپر ماریو ۶۴ دی‌اس                                                      | ۲۲٬۹۶۰٬۰۰۰  | نینتندو ۶۴ / نینتندو دی‌اس      | ژوئن ۲۳, ۱۹۹۶      | Nintendo EAD                            | نینتندو                    | [ ۳۱ ]  |
| ۴۵ | ندای وظیفه: جنگاوری نوین ۲                                                              | ۲۲٬۷۰۰٬۰۰۰  | پلت‌فرم چندتایی                 | نوامبر ۱۰, ۲۰۰۹    | اینفینیتی وارد                          | اکتیویژن                   | [ ۳۳ ]  |
| ۴۶ | Pokémon Ruby / Sapphire / Emerald                                                       | ۲۲٬۵۴۰٬۰۰۰  | گیم بوی ادونس                  | نوامبر ۲۱, ۲۰۰۲    | گیم فریک                                | نینتندو / پوکمان           | [ ر ]   |
| ۴۷ | سرزمین‌های مرزی ۲                                                                        | ۲۲٬۰۰۰٬۰۰۰  | پلت‌فرم چندتایی                 | سپتامبر ۱۸, ۲۰۱۲   | گیرباکس سافت‌ور                          | ۲کی گیمز                   | [ ۴۶ ]  |
| ۴۸ | Pokémon Sword / Shield                                                                  | ۲۱٬۸۵۰٬۰۰۰  | نینتندو سوئیچ                  | نوامبر ۱۵, ۲۰۱۹    | گیم فریک                                | نینتندو / پوکمان           | [ ۲۰ ]  |
| ۴۹ | سوپر ماریو ادیسه                                                                        | ۲۱٬۴۰۰٬۰۰۰  | نینتندو سوئیچ                  | اکتبر ۲۷, ۲۰۱۷     | Nintendo EPD                            | نینتندو                    | [ ۲۰ ]  |
| ۵۰ | اتومبیل‌دزدی بزرگ: وایس سیتی                                                             | ۲۰٬۰۰۰٬۰۰۰  | پلت‌فرم چندتایی                 | اکتبر ۲۷, ۲۰۰۲     | راک‌استار نورث                           | راک‌استار گیمز              | [ ۴۷ ]  |
| ۵۰ | آخرین بازمانده از ما                                                                    | ۲۰٬۰۰۰٬۰۰۰  | پلی‌استیشن ۳ / پلی‌استیشن ۴      | ژوئن ۱۴, ۲۰۱۳      | ناتی داگ                                | سونی اینتراکتیو انترتینمنت | [ ۴۸ ]  |